# Mermelada (Haití)
Mermelada (en francés: Marmelade, y en criollo haitiano: Mamlad) es una comuna de Haití que está situada en el distrito de Mermelada, del departamento de Artibonito.

## Historia
Villa de la colonia francesa de Saint-Domingue, durante la Revolución haitiana, fue tomada en julio de 1793 por las tropas españolas lideradas por Toussaint Louverture.

## Secciones
Está formado por las secciones de:
- Crête à Pins (que abarca la villa de Mermelada)
- Bassin (también denominada Billier)
- Platon

## Demografía
| Gráfica de evolución demográfica de Mermelada entre 2009 y 2015 |
|                                                                 |

Los datos demográficos contemplados en este gráfico de la comuna de Mermelada son estimaciones que se han cogido de 2009 a 2015 de la página del Instituto Haitiano de Estadística e Informática (IHSI). 